# (2621) Goto
(2621) Goto es un asteroide perteneciente al cinturón de asteroides, descubierto el 9 de febrero de 1981 por Tsutomu Seki desde el Observatorio de Geisei, Geisei, Japón.

## Designación y nombre
Designado provisionalmente como 1981 CA. Fue nombrado Goto en homenaje al fabricante de telescopios y elementos ópticos Seizo Goto.